# Židé v Lochovicích
Židé v Lochovicích se poprvé zmiňují roku 1727, kdy zde žila jedna rodina. O více než století později (kolem roku 1849) v tomto městě žilo již 18 židovských rodin. Roku 1845 byla postavena synagoga a škola. Ke konci 19. století v Lochovicích žilo 35 osob židovského vyznání. Se začátkem nového století se počet místních židů snižuje na 18. Roku 1903 zanikla lochovická synagoga a škola pro židovské děti. Od roku 1893 spadala lochovická židovská komunita pod židovskou náboženskou obec Hořovice. V roce 1930 v obci žilo pouze 5 židů.(opět statistiky) Úplný konec pro lochovickou židovskou komunitu znamenalo šoa, při němž zahynulo všech devět jejích příslušníků.

## Synagoga a židovská škola
V ulici U Luhu byla roku 1845 postavena synagoga označená č. p. 95. Synagoga byla pravděpodobně koncipována jakožto dvoupatrový dům, v jehož přízemí byla modlitebna a škola a v druhém patře žil rabín. Ke stavbě patřila i zahrada, na níž se slavily židovské svátky (např. Sukot). Roku 1903 byla synagoga prodána katolíkovi Václavu Köllerovi, který ji přestavěl. V přízemí byl obchod a v patře byt. Lochovičtí židé od prodeje vlastní synagogy docházeli na bohoslužby do nedalekých Hořovic. Podobně jako v Hořovicích, ani v Lochovicích nebyl židovský hřbitov. Mrtví byli pohřbíváni v Praskolesích nebo v Litni.
O židovskou školu byl veliký zájem, mimo rabína zde působil i kantor vyučující čtení, psaní, počítání, náboženství a základy hebrejštiny. Posledním učitelem byl Alfréd Löwy, po jehož smrti se nepodařilo najít nového kantora, a tak škola v 80. letech 19. století zanikla.

Podoba lochovické synagogy v roce 2015
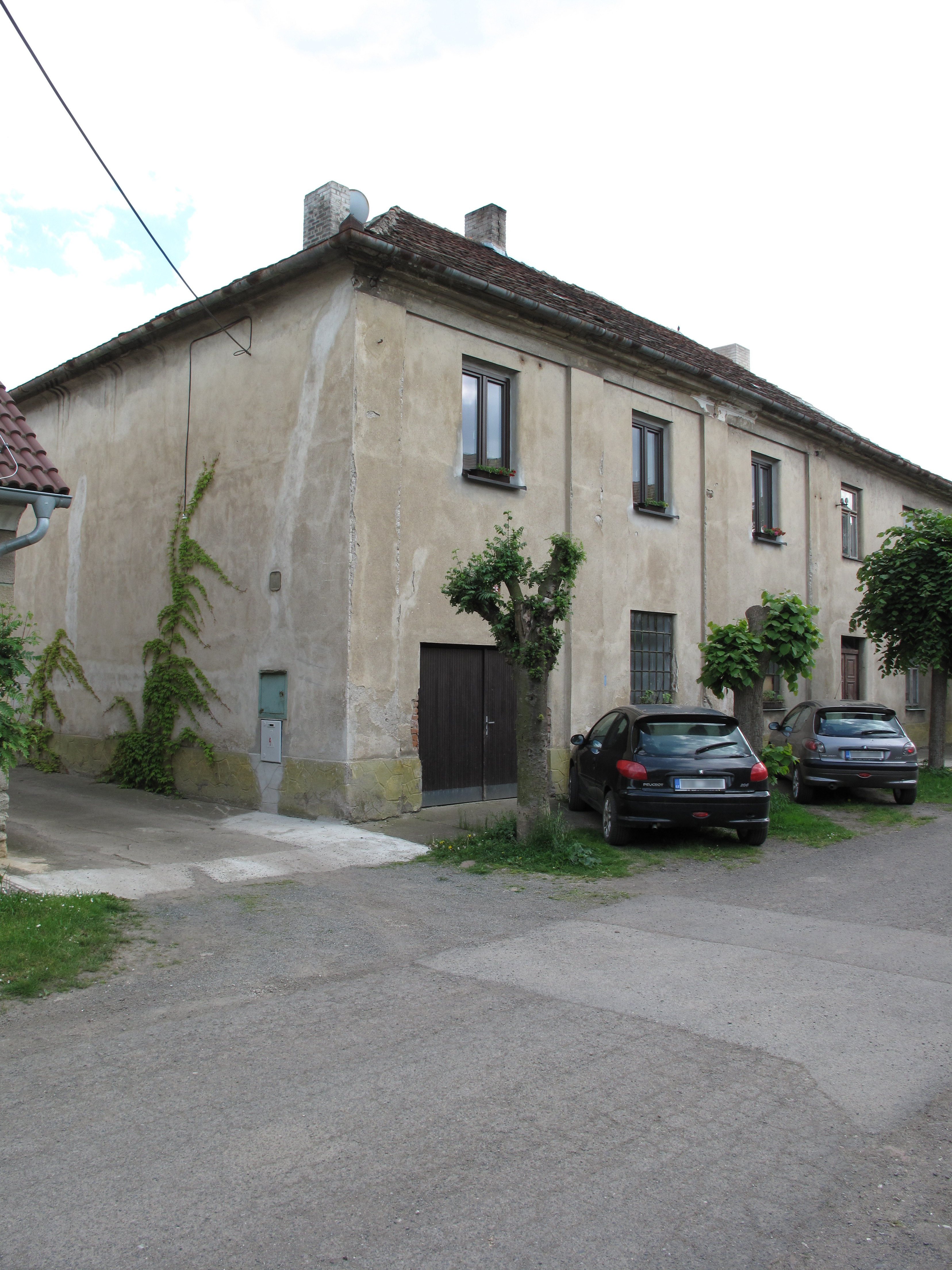
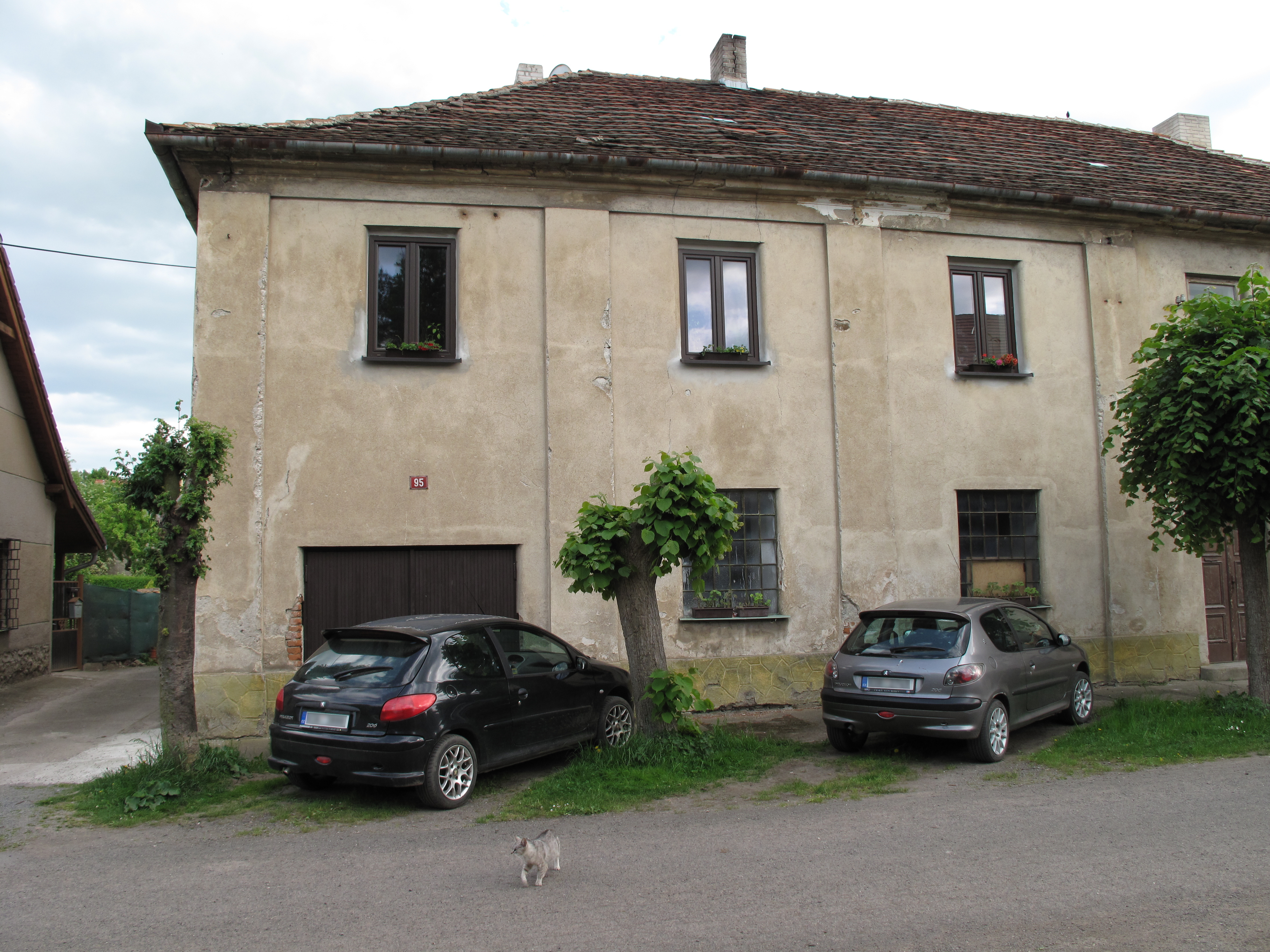
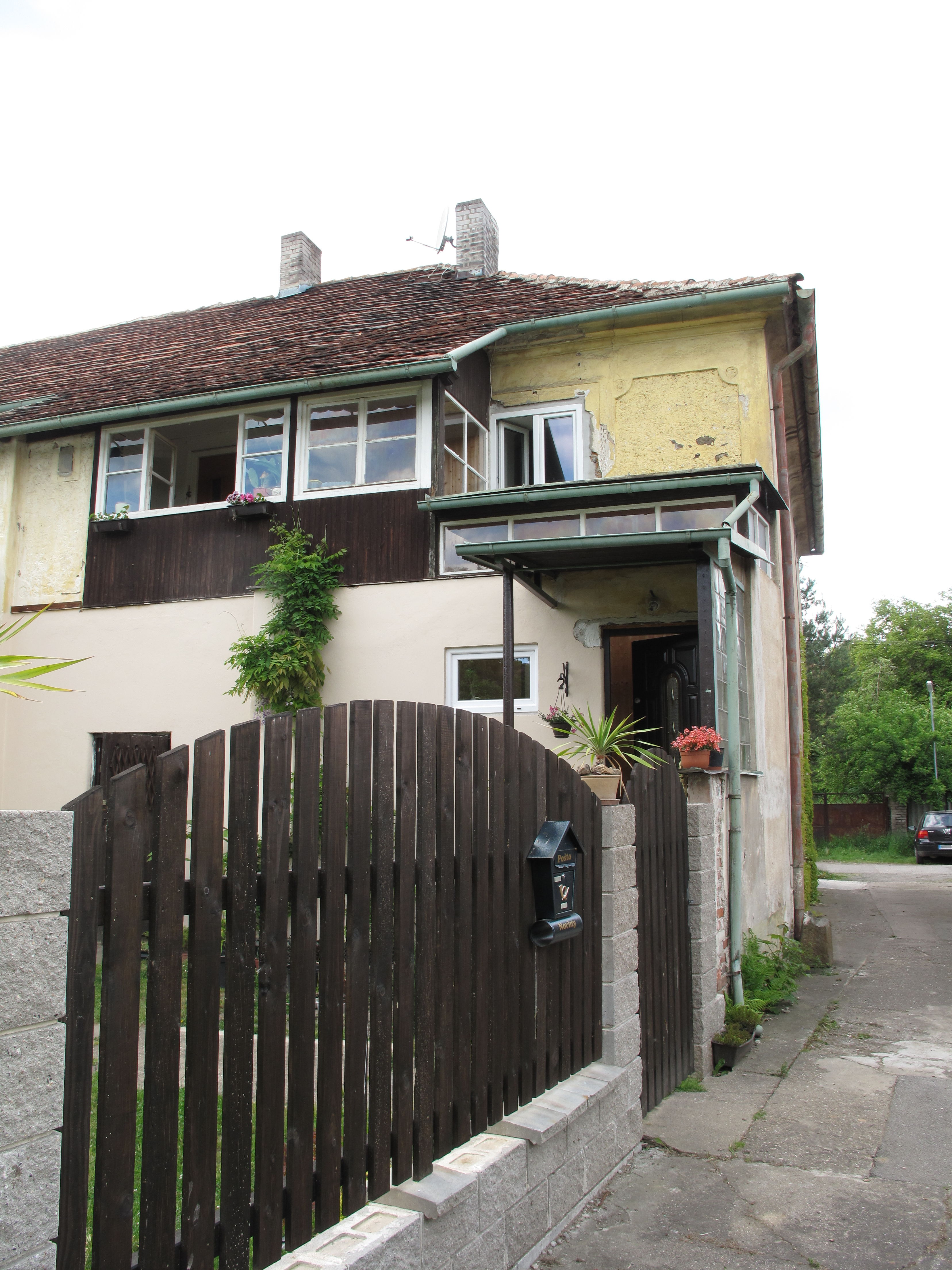